# Gil Eanes

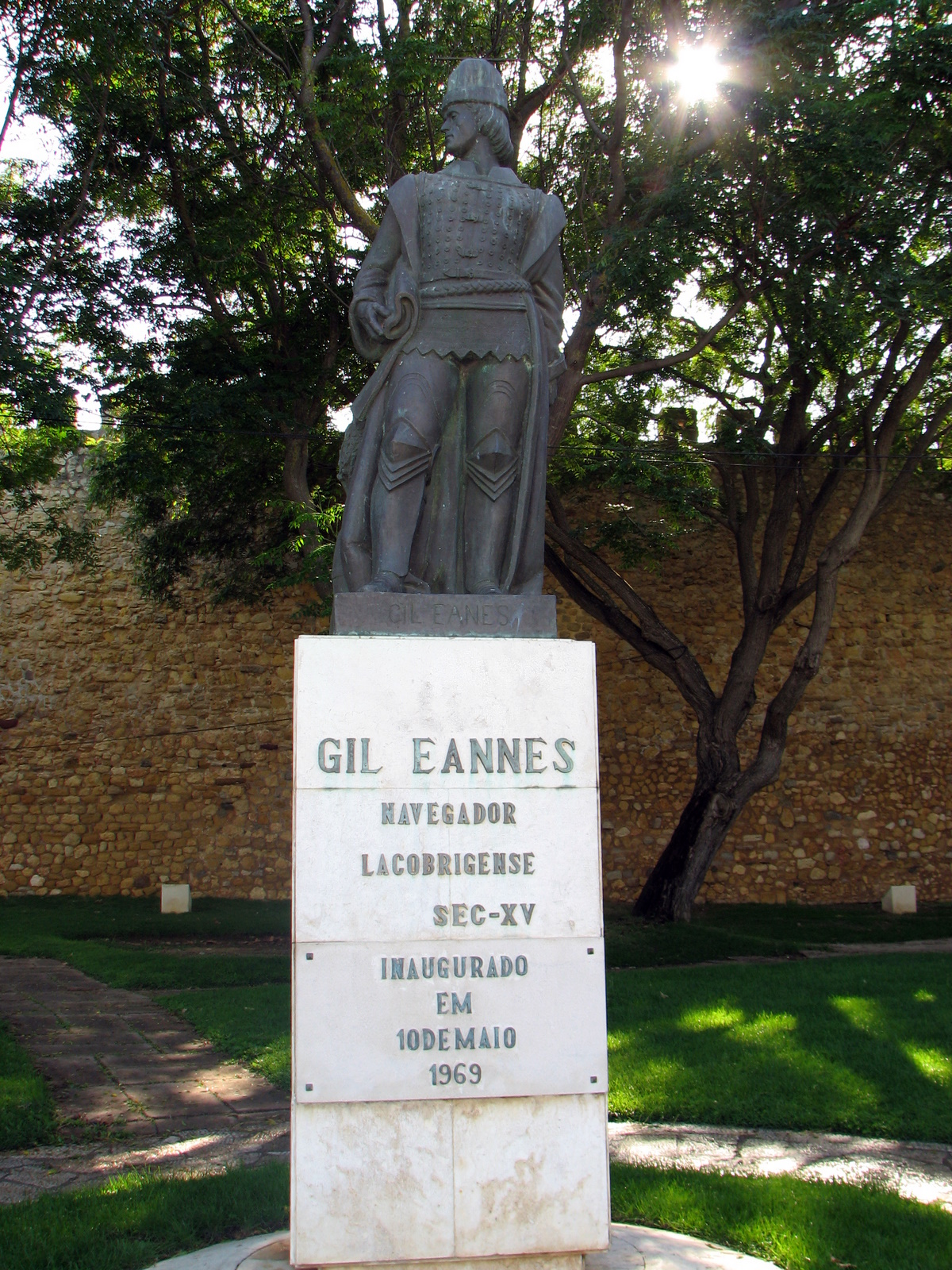
Estátua de Gil Eanes na sua cidade natal, Lagos.

Gil Eanes (em português arcaico Gil Eannes) foi um navegador português do século XV, ficou conhecido por ter dobrado o Cabo Bojador em 1434, um importante marco dos Descobrimentos Portugueses.

## Biografia
Nasceu em Lagos, sendo parte de uma família nobre daquele concelho. Foi escudeiro de D. Henrique, tendo sido navegador da casa do Infante. Em 1433 D. Henrique ofereceu-lhe a capitania de uma barca, de forma a dobrar o Cabo Bojador, que era o ponto mais a Sul que os portugueses conheciam da costa ocidental africana, devido às dificuldades em ultrapassá-lo. Com efeito, a navegação na zona do Cabo Bojador era perigosa e difícil, uma vez que estava rodeado de recifes, além de ter uma grande tendência para a formação de nevoeiro. O cronista Gomes Eanes de Azurara descreveu o cabo na sua obra Crónica dos Feitos da Guiné: «o mar é tão baixo que a uma légua de terra não há de fundo mais do que uma braça. As correntes são tamanhas que navio que lá passe jamais poderá tornar.».Por este motivo, ganhou uma reputação lendária entre os navegantes, tanto cristãos como islâmicos, que acreditavam que seria habitado por monstros marinhos. Segundo o historiador Damião Peres, baseado numa carta régia do Século XV, foram feitas quinze tentativas para dobrar o Cabo Bojador, todas sem sucesso. Na sua primeira viagem, Gil Eannes, passou pelo Arquipélago das Canárias, onde fez alguns prisioneiros, tendo depois rumado para o cabo, que falhou em ultrapassar, regressando depois a Portugal. Também em 1433, Gil Eanes recebeu uma carta de mercê para o ofício de escrivão dos navios que utilizassem o Porto de Lisboa.
Por exortação do Infante, fez uma nova viagem até ao Cabo Bojador em 1434, tendo desta vez sido bem sucedido, como relatou o cronista Gomes Eanes de Zurara: «Daquela viagem, menosprezando todo o perigo, dobrou o cabo a além, onde achou as cousas muito pelo contrário do que ele e os outros até ali presumiam». Conseguiu navegar durante algumas milhas até a Sul do cabo, onde colheu algumas flores silvestres, conhecidas como Rosas de Santa Maria para provar que tinha chegado até ali. Este feito foi considerado um dos mais importantes marcos dos Descobrimentos Portugueses, uma vez que permitiu a continuação da exploração da costa africana.
Na realidade, o Infante sabia, desde a tomada de Ceuta em 1415, quando falou com os mercadores árabes que traficavam ouro e escravos com a África Equatorial havia séculos, que nada das lendas era verdade. O problema eram os ventos, que durante todo o ano empurravam os navios a vela para o sul, tornando quase impossível regressar, como se vê nesta carta dos ventos:

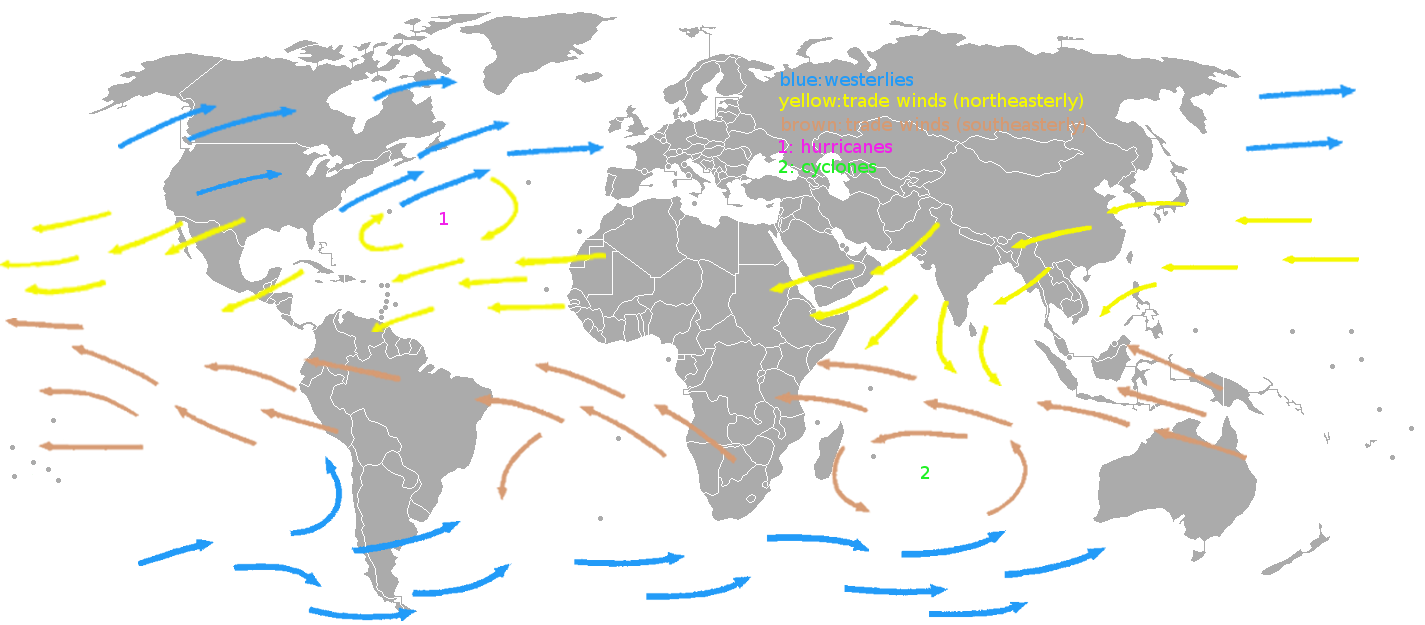
Carta de Ventos

Segundo Gago Coutinho, desde a ocupação da Madeira, em 1418, os navegadores do Infante aperfeiçoaram a técnica de navegar no mar largo, procurando ventos favoráveis, ao mesmo tempo que desenvolviam os instrumentos de navegação que permitiam não ficarem perdidos quando deixavam de ver terra. Esta busca durou 12 anos, até que descobriram os Açores, em 1431, e a partir daí tinham sempre vento favorável para voltar a Portugal. Só depois dos Açores é que se atreveram a passar o Cabo Bojador, em 1434. O navio de Gil Eanes era uma barca, sem velas latinas, nem podia bolinar contra o vento, pelo que Gago Coutinho propõe a seguinte rota de retorno:

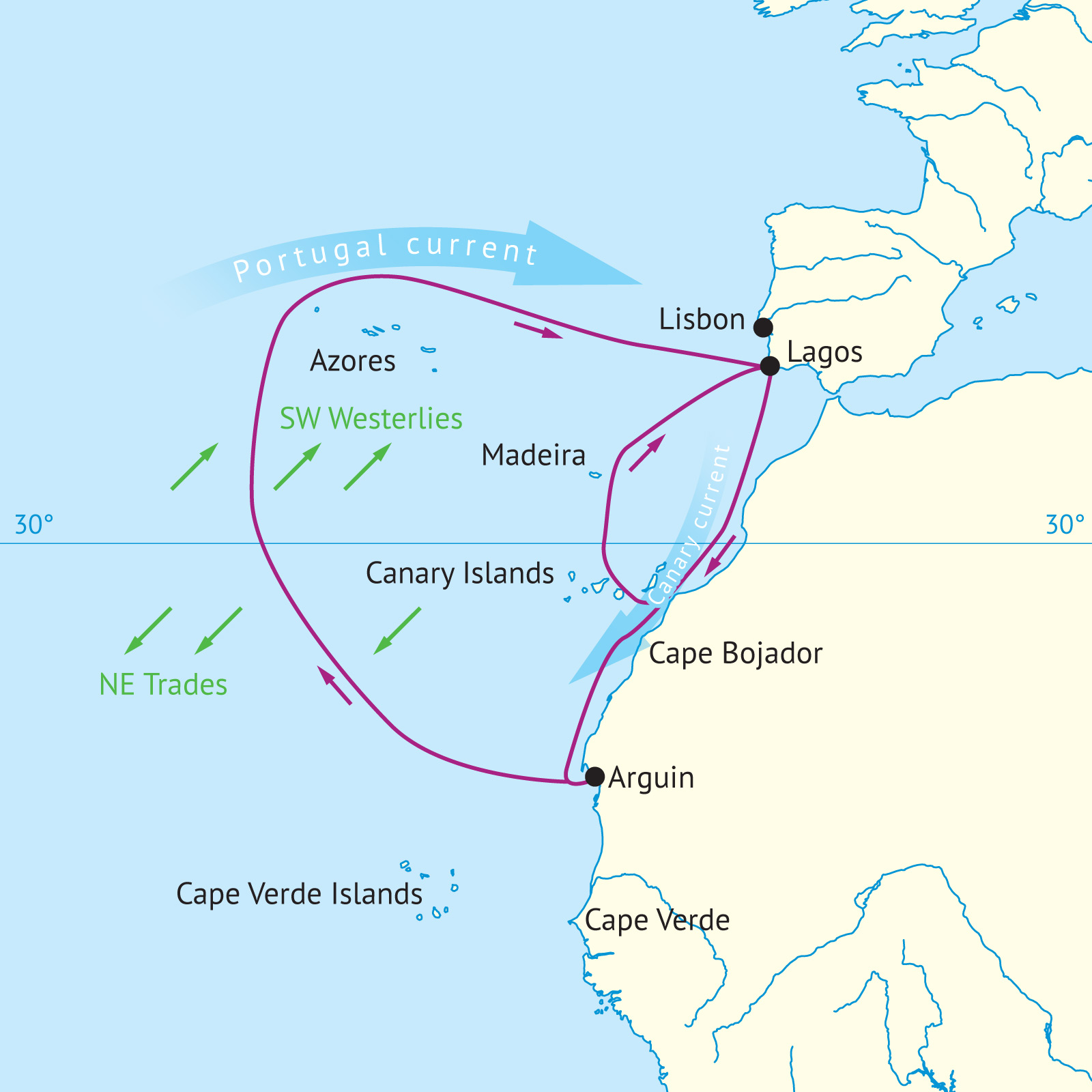
Volta do Mar, a viagem de Gil Eanes

Em 1435 fez uma nova viagem para Sul, em conjunto com Afonso Gonçalves Baldaia, tendo atingido uma área conhecida como Angra dos Ruivos ou dos Cavalos, que ficava a cerca de 50 léguas a Sul do Cabo Bojador. Em 1444 acompanhou Lançarote de Lagos na expedição às ilhas de Tíder e Naar, e em 1445 esteve no Arquipélago das Canárias e chegou ao Cabo Verde, na costa africana.

## Homenagem
Em 1994, um aluno de dez anos da Escola de Barrancos, José Luís Coelho, inspirou-se no navegador para dar o nome de Gil à mascote oficial da Exposição Mundial de 1998, que foi organizada em Lisboa.

## Leitura recomendada
- BUENO, Eduardo (1998). A viagem do Descobrimento: a verdadeira história da expedição de Cabral. Rio de Janeiro: Objetiva. 140 páginas. ISBN 85-7302-202-7